# 分散音響センシング

分散音響センシング（ぶんさんおんきょうセンシング、英語: Distributed Acoustic Sensing、略称 DAS）は、光ファイバーケーブルを広範囲にわたる音響センサーとして利用する技術である。
ファイバー内を進むレーザーパルスの散乱光を分析し、振動や音波を高解像度で検出する。

## 原理
DASは、レイリー散乱（Rayleigh scattering）を利用している。ファイバー内を通過するレーザーパルスは光ファイバーの微細な不均一により散乱され、一部の光が送信源に向かって戻る。これらの散乱光の時間遅延と変化を検出し、ファイバーの各区間での音響振動をリアルタイムに解析する。

## 用途
- インフラ監視：パイプラインや送電線の異常検知
- 地震観測および地質調査
- 境界警備および周辺監視
- 鉄道や道路の交通監視
- 石油・ガス産業における漏洩検知

## 利点
- 広範囲にわたる連続的な監視が可能
- 電気的信号を使わないため、電磁干渉に強い
- 既存の光ファイバーインフラを活用可能